# Richard Ellis
Richard Ellis (Nueva York, 2 de abril de 1938-Norwood, Nueva Jersey, 21 de mayo de 2024) fue un biólogo marino estadounidense, investigador en el Museo Americano de Historia Natural de Nueva York y delegado a los Estados Unidos en la Comisión Ballenera Internacional (1980-1990).

## Biografía
Ellis trabajó como ilustrador y escritor. Como tal, publicó numerosos artículos y libros sobre los océanos y la vida marina. Entre ellos se cuentan: The Book of Sharks, The Book of Whales, Dolphins and Porpoises, Men and Whales, Great White Shark (con John McCosker), Encyclopedia of the Sea, Aquagenesis: The Origin and Evolution of Life in the Sea, Deep Atlantic, Monsters of the Sea, Imagining Atlantis, etc.